# Sony Ericsson Xperia X10
De Xperia X10 is een smartphone van Sony Ericsson uit 2010. De telefoon beschikt over een capacitief aanraakscherm en een 8,1 megapixel-camera. Xperia 10 is beschikbaar in Sensuous Black (zwart) en Luster White (wit). Bij de introductie van de telefoon werd veel gepraat over Timescape en Mediascape, twee applicaties die bij de aankoop al geïnstalleerd zijn.
In datzelfde jaar lanceerde Sony Ericsson ook de Xperia X10 mini, een miniversie van de Xperia X10. De variant met uitschuifbaar toetsenbord kreeg het achtervoegsel 'pro', wat de naam tot een nogal moeilijk te onthouden geheel maakt: Sony Ericsson Xperia X10 mini pro.

## Introductie
Hij dook voor het eerst op in november 2009, toen Sony Ericsson de Satio, Aino en de Xperia X2 aankondigde. Pas in het begin van het tweede kwartaal van 2010 werd hij wereldwijd gelanceerd. De Xperia X10 maakt deel uit van de nieuwe X10-reeks, die naast zichzelf bestaat uit de X10 Mini en de X10 Mini Pro.

## Vlaggenschip
Sony Ericsson draaide verliezen en hoopte met de Xperia X10 uit de schulden te komen. Het werd door Sony Ericsson dan ook wel het "vlaggenschip" genoemd.
Voorheen maakte Sony Ericsson altijd gebruik van Symbian als besturingssysteem. Bij de Xperia X10 kozen ze echter voor Googles Android. De huidige Android-versie voor de X10 ligt op 2.3.3 (Gingerbread).

## Specificaties

### Scherm
- aanraakscherm van 10 cm met een resolutie van 854x480 pixels (WVGA)
- 65 duizend kleuren tft-scherm

### Batterij
De batterij heeft een vermogen van 1500 mAh en is van het type lithium-polymeer. Met het GSM-netwerk zou een spreektijd van 10 uur worden gehaald; met WCDMA zou dit 8 uur zijn. Op stand-bymodus gaat de telefoon 415 uur mee op het GSM-netwerk en 425 uur op het WCDMA-netwerk.

### Besturingssysteem
De Xperia X10 wordt geleverd met het besturingssysteem van Google, namelijk Android. De X10 werd destijds geleverd met Android 1.6, maar kan geüpdatet worden naar Android 2.3 (Gingerbread).
Er wordt echter niet gebruikgemaakt van het standaard Android-thema. Zo heeft Sony Ericsson net als bijvoorbeeld HTC met hun eigen "HTC Sense" ook een eigen thema eroverheen geplakt. Dit heet User Experience, wat afgekort wordt tot UXP.